# Komenda Rejonu Uzupełnień Postawy

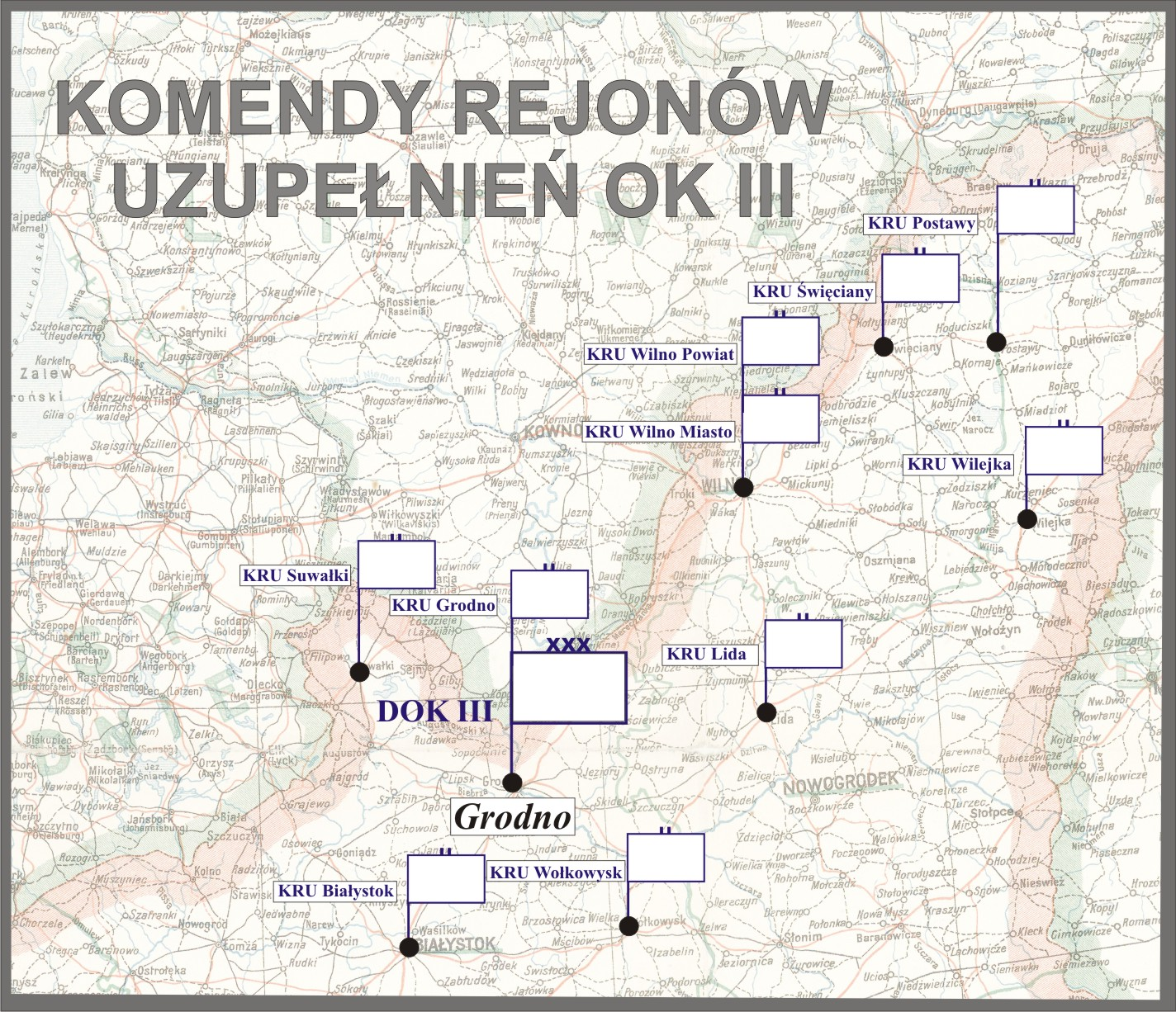
Komendy rejonów uzupełnień DOK III

Komenda Rejonu Uzupełnień Postawy (KRU Postawy) – organ wojskowy właściwy w sprawach uzupełnień Sił Zbrojnych II Rzeczypospolitej i administracji rezerw w powierzonym mu rejonie.

## Historia komendy
Z dniem 1 października 1927 roku na terenie Okręgu Korpusu Nr III została utworzona Powiatowa Komenda Uzupełnień Postawy, obejmująca powiaty: postawski i dziśnieński. Powiat postawski (do 1 stycznia 1926 roku – powiat duniłowicki) został wyłączony z PKU Mołodeczno w Wilejce, natomiast powiat dziśnieński z PKU Święciany.
PKU Postawy funkcjonowała na podstawie ustawy z dnia 23 maja 1924 roku o powszechnym obowiązku służby wojskowej oraz rozporządzeń wykonawczych do tejże ustawy, a także „Tymczasowej instrukcji służbowej dla PKU”, wprowadzonej do użytku rozkazem MSWojsk. Dep. Piech. L. 100/26 Pob.
Zadania i organizacja PKU określone zostały w wydanej 27 maja 1925 roku instrukcji organizacyjnej służby poborowej na stopie pokojowej. W skład PKU Postawy wchodziły dwa referaty: I) referat administracji rezerw i II) referat poborowy.
W marcu 1930 roku PKU Postawy nadal podlegała Dowództwu Okręgu Korpusu Nr III i administrowała powiatami: postawskim i dziśnieńskim. W grudniu tego roku posiadała skład osobowy typ II.
31 lipca 1931 roku gen. dyw. Kazimierz Fabrycy, w zastępstwie ministra spraw wojskowych, rozkazem B. Og. Org. 4031 Org. wprowadził zmiany w organizacji służby poborowej na stopie pokojowej. Zmiany te polegały między innymi na zamianie stanowisk oficerów administracji w PKU na stanowiska oficerów broni (piechoty) oraz zmniejszeniu składu osobowego PKU typ I–IV o jednego oficera i zwiększeniu o jednego urzędnika II kategorii. Liczba szeregowych zawodowych i niezawodowych oraz urzędników III kategorii i niższych funkcjonariuszy pozostała bez zmian.
1 lipca 1938 roku weszła w życie nowa organizacja służby uzupełnień, zgodnie z którą dotychczasowa PKU Postawy została przemianowana na Komendę Rejonu Uzupełnień Postawy przy czym nazwa ta zaczęła obowiązywać 1 września 1938 roku, z chwilą wejścia w życie ustawy z dnia 9 kwietnia 1938 roku o powszechnym obowiązku wojskowym. Obok wspomnianej ustawy i rozporządzeń wykonawczych do niej, działalność KRU Postawy normowały przepisy służbowe MSWojsk. D.D.O. L. 500/Org. Tjn. Organizacja służby uzupełnień na stopie pokojowej z 13 czerwca 1938 roku. Zgodnie z tymi przepisami komenda rejonu uzupełnień była organem wykonawczym służby uzupełnień .
Komendant rejonu uzupełnień w sprawach dotyczących uzupełnień Sił Zbrojnych i administracji rezerw podlegał bezpośrednio dowódcy Okręgu Korpusu Nr III, który był okręgowym organem kierowniczym służby uzupełnień. Rejon uzupełnień nie uległ zmianie i nadal obejmował powiaty: postawski i dziśnieński.

## Obsada personalna
Poniżej przedstawiono wykaz oficerów zajmujących stanowisko komendanta Powiatowej Komendy Uzupełnień i komendanta rejonu uzupełnień oraz wykaz osób funkcyjnych pełniących służbę w PKU i KRU Postawy, z uwzględnieniem najważniejszych zmian organizacyjnych przeprowadzonych w 1926 i 1938 roku.
| Komendanci                                 | Komendanci              | Komendanci                       |
| ------------------------------------------ | ----------------------- | -------------------------------- |
| Stopień, imię i nazwisko                   | Okres pełnienia funkcji | Kolejne stanowisko (dalsze losy) |
| ppłk piech. Jan Balsewicz                  | VII 1927 – IV 1928      | komendant PKU Łódź Miasto II     |
| ppłk piech. Artur Manowarda                | XI 1928 – II 1929       | dyspozycja dowódcy OK III        |
| mjr piech. Eugeniusz Michał Kamiński       | III 1929 – VIII 1933    | komendant PKU Przemyśl           |
| mjr piech. Aleksander Klukowski            | IX 1933 – III 1934      | dyspozycja dowódcy OK III        |
| mjr piech. Józef I Jakubowski              | VI 1934 – VII 1935      | dyspozycja dowódcy OK III        |
| mjr piech. Karol Strumiłło-Pietraszkiewicz | VIII 1935 – 1939        |                                  |

| Obsada pozostałych stanowisk funkcyjnych PKU w latach 1927–1938 | Obsada pozostałych stanowisk funkcyjnych PKU w latach 1927–1938 | Obsada pozostałych stanowisk funkcyjnych PKU w latach 1927–1938 | Obsada pozostałych stanowisk funkcyjnych PKU w latach 1927–1938 |
| --------------------------------------------------------------- | --------------------------------------------------------------- | --------------------------------------------------------------- | --------------------------------------------------------------- |
| kierownik I referatu administracji rezerw i zastępca komendanta | mjr piech. Eugeniusz Michał Kamiński                            | X 1927 – III 1929                                               | komendant PKU                                                   |
| kierownik I referatu administracji rezerw i zastępca komendanta | mjr piech. Franciszek I Pytel                                   | III 1929 – 31 V 1930                                            | stan spoczynku                                                  |
| kierownik I referatu administracji rezerw i zastępca komendanta | kpt. piech. Wacław Hass                                         | IX 1930 – VII 1935                                              | dyspozycja dowódcy OK III                                       |
| kierownik II referatu poborowego                                | por. piech. Hipolit Hubar                                       | od VII 1927, był w VI 1935                                      |                                                                 |
| referent                                                        | ppor. / por. adm. (gosp.) Cyryl Antoni Krajewski                | VII 1927 – IX 1930                                              | płatnik 1 dyonu sam. panc.                                      |
| Obsada pozostałych stanowisk funkcyjnych KRU w latach 1938–1939 |                                                                 |                                                                 |                                                                 |
| kierownik I referatu ewidencji                                  | kpt. adm. (piech.) Hipolit Hubar                                | 1938 – 1939                                                     |                                                                 |
| kierownik II referatu uzupełnień                                | rtm. adm. (kaw.) Zygmunt Stanisław Wendorff                     | był w III 1939                                                  |                                                                 |